# Хераклес (футбольный клуб)
«Хераклес» (нидерл. Heracles Almelo) — нидерландский футбольный клуб из города Алмело, основанный 3 мая 1903 года. Домашние матчи команда проводит на стадионе «Эрве Асито», его вместимость составляет 12 080 зрителей.
В сезоне 2024/25 клуб занял 14-е место в Эредивизи — Высшем дивизионе Нидерландов. «Хераклес» дважды выигрывал национальный чемпионат Нидерландов, в сезонах 1926/27 и 1940/41. В Эредивизи, основанном в 1956 году, клуб провёл 23 сезона.
Главный тренер команды — Бас Сибюм.

## История
Первоначально клуб имел название «Хераклес», но лишь в 1974 году оно было изменено на СК «Хераклес’74», в связи с распадом любительского клуба «Хераклес».
В 1927 году «Хераклес» выиграл чемпионат Нидерландов, который на тот момент не имел статуса профессионального. Свой успех команда повторила лишь в 1941 году, став сильнейшим клубом в Нидерландах. С 1961 по 1965 год «Хераклес» выступал во втором нидерландском дивизионе. В 1985 году клуб снова выступал в первом дивизионе, но год спустя вернулся в высший дивизион Нидерландов. С 1 июля 1998 года клуб сменил своё название на «Хераклес Алмело» по просьбе властей города Алмело.

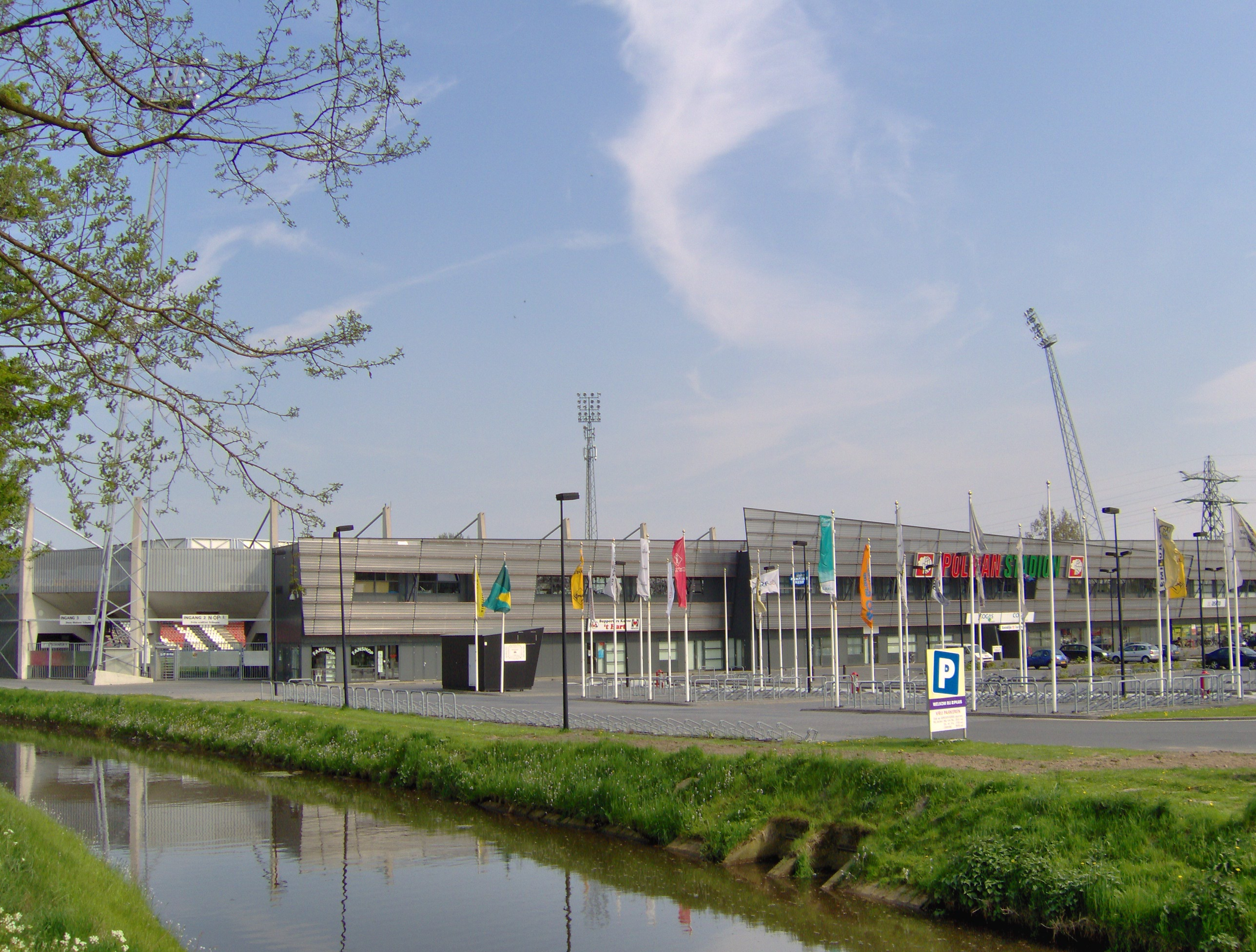
Вид на стадион «Полман»

Один из самых известных игроков в истории клуба был южноафриканский футболист Стив Моконе, так же были и другие известные футболисты как нападающий Фолкерт Велтен и полузащитник Хендри Крюзер.
В мае 2016 года «Хераклес» выиграл плей-офф турнира за право выступать в ЛЕ, в финале по сумме двух матчей обыграв «Утрехт», и впервые в своей истории выступит в еврокубках.

## Стадион
«Хераклес» домашние матчи проводит на стадионе «Полман», который был построен в 1999 году. Стадион первоначально вмещал 6,9 тыс. человек, но после того как продажи сезонных абонементов на матчи сезона 2005/2006 были весьма высокими, было предложено расширить стадион до 10 тысяч мест.
После реконструкции стадиона в 2005 году вместимость стадиона было увеличено до 8,5 тыс., а предложение о увеличение вместимости стадиона до 10. тыс. было не одобрено. На стадионе так же было положено искусственное поле, с синтетическим газоном.
В 2014—2015 годах прошла очередная реконструкция стадиона стоимостью 8,2 млн евро. В ходе неё вместимость стадиона была увеличена до 13 500 мест.

## Выступления в еврокубках
| Сезон   | Турнир           | Раунд                         | Соперник | Дома | В гостях | Общий счёт |  |
| ------- | ---------------- | ----------------------------- | -------- | ---- | -------- | ---------- |  |
| 2016/17 | Лига Европы УЕФА | Третий квалификационный раунд | Арока    | 1:1  | 0:0      | 1:1 (г)    |  |

## Основной состав

### Команда
| №  |                  | Поз. | Имя                    | Год рождения |
| -- | ---------------- | ---- | ---------------------- | ------------ |
| 1  | Флаг Нидерландов | Вр   | Фабиан де Кейзер       | 2000         |
| 2  | Флаг Нидерландов | Защ  | Мимейрхель Бенита      | 2003         |
| 3  | Флаг Германии    | Защ  | Яннес Викхофф          | 2000         |
| 4  | Флаг Нидерландов | Защ  | Дамон Мирани (капитан) | 1996         |
| 6  | Флаг Сербии      | Защ  | Сава-Арангел Честич    | 2001         |
| 7  | Флаг Бельгии     | Нап  | Брайан Лимбомбе        | 2001         |
| 8  | Флаг Германии    | Нап  | Марио Энгельс          | 1993         |
| 9  | Флаг Нидерландов | Нап  | Йизз Хорнкамп          | 1998         |
| 10 | Флаг Нидерландов | ПЗ   | Томас Брюнс            | 1992         |
| 11 | Флаг Франции     | ПЗ   | Жефф Рен-Аделаид       | 1998         |
| 13 | Флаг Чехии       | ПЗ   | Ян Жамбурек            | 2001         |
| 15 | Флаг Суринама    | Защ  | Джевенсио ван дер Кюст | 2001         |
| 16 | Флаг Нидерландов | Вр   | Тимо Янсинк            | 2003         |
| 17 | Флаг Нидерландов | Нап  | Тристан ван Гилст      | 2003         |

| №  |                  | Поз. | Имя                   | Год рождения |
| -- | ---------------- | ---- | --------------------- | ------------ |
| 19 | Флаг Хорватии    | ПЗ   | Лука Куленович        | 1999         |
| 20 | Флаг Нидерландов | Нап  | Диего ван Орсот       | 2005         |
| 21 | Флаг Люксембурга | ПЗ   | Ивандро Боржес Саншеш | 2004         |
| 22 | Флаг Италии      | Защ  | Лоренцо Милани        | 2001         |
| 23 | Флаг Нидерландов | Защ  | Майк те Вирик         | 1992         |
| 24 | Флаг Словакии    | Защ  | Иван Месик            | 2001         |
| 26 | Флаг Нидерландов | ПЗ   | Даниэль ван Кам       | 2000         |
| 27 | Флаг Нидерландов | Защ  | Йоп Тейинк            | 2005         |
| 28 | Флаг Кюрасао     | ПЗ   | Джиандро Самбо        | 2006         |
| 30 | Флаг Бельгии     | Вр   | Робин Мантел          | 2000         |
| 31 | Флаг Италии      | Нап  | Антонио Сатриано      | 2003         |
| 32 | Флаг Нидерландов | ПЗ   | Сем Схеперман         | 2002         |
| 33 | Флаг Нидерландов | Вр   | Леко Зевалкинк        | 2005         |
| 70 | Флаг Австралии   | ПЗ   | Айдин Хрустич         | 1996         |

### Тренерский штаб
| Должность        | Имя            |
| ---------------- | -------------- |
| Главный тренер   | Бас Сибюм      |
| Тренер-ассистент | Хендри Крюзен  |
| Тренер-ассистент | Маттиас Маурер |
| Тренер-ассистент | Петер Рекерс   |
| Тренер вратарей  | Брайан ван Ло  |

## Трансферы сезона 2025/26

### Пришли
| Поз. | Игрок                  | Прежний клуб             | Стоимость/статус трансфера |
| ---- | ---------------------- | ------------------------ | -------------------------- |
| Вр   | Леко Зевалкинк         | НЕО Борне                | Свободный агент            |
| Защ  | Мимейрхель Бенита      | Фейеноорд                | 1 млн евро                 |
| Защ  | Джевенсио ван дер Кюст | Спарта                   |                            |
| Защ  | Майк те Вирик          | Эммен                    | Свободный агент            |
| ПЗ   | Жефф Рен-Аделаид       | Салернитана              | Свободный агент            |
| ПЗ   | Айдин Хрустич          | Салернитана              | Свободный агент            |
| ПЗ   | Ивандро Боржес Саншеш  | Боруссия (Мёнхенгладбах) | 500 тыс. евро              |
| Нап  | Антонио Сатриано       | Ренате                   | Окончание аренды           |
| Нап  | Тристан ван Гилст      | Де Графсхап              | Свободный агент            |

### Ушли
| Поз. | Игрок                | Новый/прежний клуб | Стоимость/статус трансфера |
| ---- | -------------------- | ------------------ | -------------------------- |
| Защ  | Мимейрхель Бенита    | Фейеноорд          | Окончание аренды           |
| Защ  | Матс Ротс            | Твенте             | Окончание аренды           |
| Защ  | Юстин Хогма          | Виллем II          |                            |
| Защ  | Келвин Лердам        |                    | Свободный агент            |
| Защ  | Стейн Бюлтман        | Де Графсхап        | Арендован до 30 июня 2026  |
| ПЗ   | Брайан Де Керсмаккер | Оксфорд Юнайтед    |                            |
| Нап  | Юхо Талвитие         | Ломмел             | Окончание аренды           |
| Нап  | Суф Подгоряну        | Маккаби (Хайфа)    | Окончание аренды           |
| Нап  | Николай Лаурсен      |                    | Завершил карьеру           |
| Нап  | Йорди Брёйн          | Бали Юнайтед       | Окончание аренды           |

## Достижения
- Первый класс (до 1955) / Высший дивизион (после 1956): 2
  - 1926/27, 1940/41

- Победитель Первого дивизиона Нидерландов: 4
  - 1961/62, 1984/85, 2004/05, 2022/23

- Победитель Второго дивизиона Нидерландов: 1
  - 1957/58

- Кубок Нидерландов:
  - Финалист: 2012